# 全国都市联盟
全国都市联盟（英語：National Urban League）是美国纽约市的一个民权组织，主要关非裔美国人的经济和社会问题。

## 历史

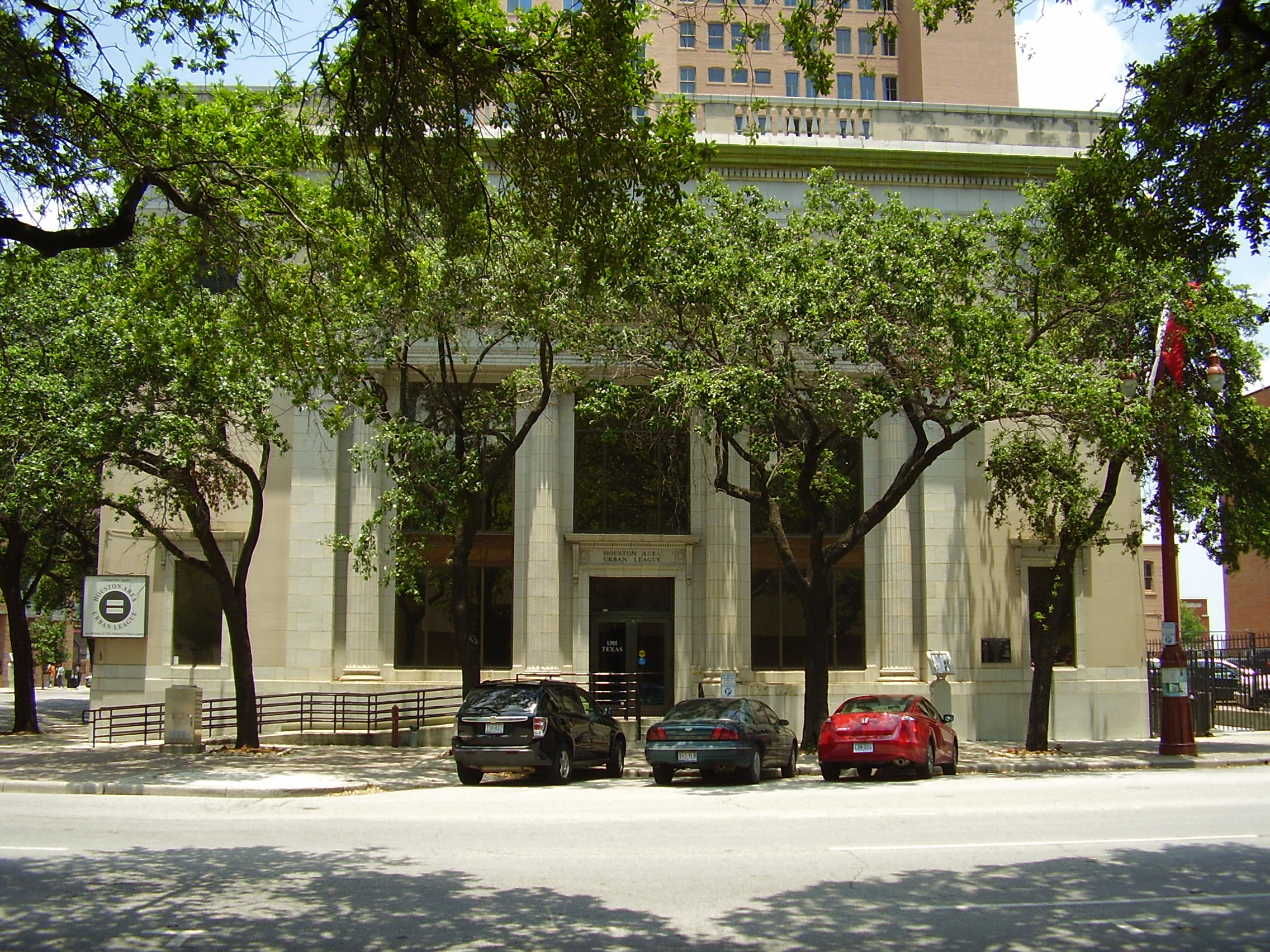
休斯顿市中心的一座联盟大楼

黑人城市条件委员会（Committee on Urban Conditions Among Negroes）于1910年9月29日在纽约市成立，它与改善纽约黑人工业条件委员会（Committee for the Improvement of Industrial Conditions Among Negroes，1906年纽约成立）、全国有色妇女保护联盟（National League for the Protection of Colored Women，1905年成立）合并，形成全国黑人城市条件联盟（National League for the Protection of Colored Women），黑人城市条件委员会创始人乔治·埃德蒙·海恩斯担任第一任会长。1920年，该组织改现名。